# Urroz
Urroz, även Urroz de Santesteban, är en kommun i Spanien.   Den ligger i provinsen och regionen Navarra, i den nordöstra delen av landet, 300 km nordost om huvudstaden Madrid. Antalet invånare är 180. Arean är 10,5 kvadratkilometer.